# Kristóf Hinora
Kristóf Hinora (Mór, 5 febbraio 1998) è un calciatore ungherese, difensore del Paks.

## Caratteristiche tecniche
È un terzino destro.

## Carriera

### Club
Cresciuto nel settore giovanile dell'MTK Budapest, nel 2017 viene ceduto in prestito al Nyíregyháza dove debutta il 30 luglio in occasione dell'incontro di Nemzeti Bajnokság II vinto 2-0 contro il Budafok. Nel 2018 si trasferisce sempre in prestito al Vasas, che al termine della stagione lo acquista a titolo definitivo.

### Nazionale
Nel 2021 viene convocato dalla nazionale under-21 per il campionato europeo di categoria; il 24 marzo scende in campo nel match della fase a gironi contro la Germania.

## Statistiche
Statistiche aggiornate al 24 marzo 2021.

### Presenze e reti nei club
| Stagione        | Squadra         | Campionato      | Campionato | Campionato | Coppe nazionali | Coppe nazionali | Coppe nazionali | Coppe continentali | Coppe continentali | Coppe continentali | Altre coppe | Altre coppe | Altre coppe | Totale | Totale | Totale |
| Stagione        | Squadra         | Comp            | Pres       | Reti       | Comp            | Pres            | Reti            | Comp               | Pres               | Reti               | Comp        | Pres        | Reti        | Pres   | Reti   |        |
| --------------- | --------------- | --------------- | ---------- | ---------- | --------------- | --------------- | --------------- | ------------------ | ------------------ | ------------------ | ----------- | ----------- | ----------- | ------ | ------ | ------ |
| 2017-2018       | Nyíregyháza     | NB2             | 27         | 2          | CU              | 0               | 0               |                    | -                  | -                  |             | -           | -           | 27     | 2      |        |
| 2018-2019       | Vasas           | NB2             | 27         | 3          | CU              | 0               | 0               |                    | -                  | -                  |             | -           | -           | 27     | 3      |        |
| 2019-2020       | Vasas           | NB2             | 26         | 2          | CU              | 0               | 0               |                    | -                  | -                  |             | -           | -           | 26     | 2      |        |
| 2020-2021       | Vasas           | NB2             | 30         | 2          | CU              | 2               | 0               |                    | -                  | -                  |             | -           | -           | 32     | 2      |        |
| 2021-2022       | Vasas           | NB2             | 34         | 7          | CU              | 2               | 1               |                    | -                  | -                  |             | -           | -           | 36     | 8      |        |
| 2022-2023       | Vasas           | NB2             | 29         | 1          | CU              | 4               | 1               |                    | -                  | -                  |             | -           | -           | 33     | 2      |        |
| Totale carriera | Totale carriera | Totale carriera | 173        | 17         |                 | 8               | 2               |                    | -                  | -                  |             | -           | -           | 181    | 19     |        |

## Palmarès

### Club

#### Competizioni nazionali
- Nemzeti Bajnokság II: 1

Vasas: 2021-2022